# Globo incendiario
Un globo incendiario, globo explosivo o bomba globo es un globo inflado con un gas de elevación, principalmente aire caliente, hidrógeno o helio, que lleva sujetado un aparato incendiario, normalmente algún tipo de bomba sencilla o un cóctel molotov, con el objetivo de causar una explosión o ignición a fin de provocar un incendio en la zona donde cae o suelta su carga.
Los globos incendiarios son un medio de ataque aéreo que sirve sobre todo para el sabotaje, pues resultan relativamente poco eficaces para causar bajas humanas. Se han llegado a usar sobre todo en conflictos armados, aunque pueden emplearse también como medio de terrorismo (sobre todo agroterrorismo). Los daños que causan son en su mayor parte materiales, medioambientales y morales, y se usan en la mayoría de casos contra la población civil. A lo largo de la historia se han empleado otras formas de sabotaje realizadas por globos, aunque los globos incendiarios han sido la forma más común para alcanzar estos objetivos.

## Historia
En 1792, Joseph-Michel Montgolfier, quien junto a su hermano es considerado inventor del globo aerostático (una década antes), propuso en el marco de las guerras revolucionarias francesas contra la Primera Coalición usar globos para lanzar bombas sobre las tropas y buques de la Marina Real británica en Tolón. Sin embargo, no se supo desarrollar un mecanismo que controlara la expulsión de las bombas. En 1807, durante la segunda batalla de Copenhague, ingenieros daneses idearon un dirigible de propulsión manual (similar al construido por Jean Pierre Blanchard en 1784) para bombardear desde el aire los buques británicos que asediaban la capital, Copenhague, para intentar hacer frente a la inmensa ventaja británica contra las fuerzas danesas. Aquellos planos tampoco llegaron a hacerse realidad. 
En 1846, Samuel Alfred Warner, inventor británico de armas navales, presentó su propio diseño de un globo incendiario. Sin embargo, al igual que la mayoría de sus inventos (en la actualidad es considerado un charlatán), no llegó a convencer al comité nombrado para inspeccionar sus planes. También los diseños de Henry Tracey Coxwell, aeronauta y experto en vuelos en globo, considerados más sustentables, fueron rechazados por miembros del comité del Gobierno británico poco después, al considerarlos irrealizables. En 1847, John Wise, experto estadounidense en el campo de los globos aerostáticos, propuso utilizar bombas globo en el marco de la guerra mexicano-estadounidense, aunque se desconoce si hubo intentos al respecto.

El primer uso operativo conocido de globos incendiarios tuvo lugar menos de dos años después, en 1849, durante la primera guerra de independencia italiana. Las tropas imperiales austríacas que estaban sitiando la ciudad de Venecia lanzaron unos 200 globos de papel rellenos de aire caliente, que llevaban más de diez kilógramos de explosivos. El plan consistía en el uso de una mecha lenta que, una vez agotada, activaría un sencillo mecanismo de ignición que haría explotar el globo, dejando caer su carga explosiva sobre la ciudad sitiada. Los globos fueron lanzados en su mayoría desde tierra firme, si bien el 12 de julio, un barco de vapor de la armada austríaca atracado en el puerto de Pula —el SMS Vulcano— lanzó varios globos, convirtiéndose así en el primer buque portaglobos de la historia (precursor del portaviones), en lo que es considerado por ende el primer uso ofensivo de un vehículo aéreo de la historia de la aviación naval. Para determinar la cantidad de mecha que había de usar, se lanzaron primero varios globos de prueba. Sin embargo, aunque se sabe de al menos un globo que alcanzó su objetivo, un brusco cambio en la dirección del viento poco después del lanzamiento ocasionó que el grueso de los globos fallaran, con algunos volando en dirección invertida hacia las líneas austríacas.

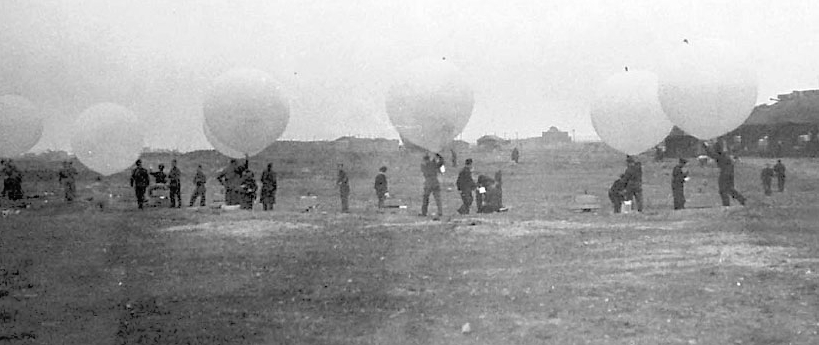
Lanzamiento de globos durante la Operación Outward; Felixstowe, Suffolk, Inglaterra.

### Segunda Guerra Mundial

#### Reino Unido: Operación Outward
El primer ataque masivo con globos tuvo lugar en el marco de la Segunda Guerra Mundial, cuando las fuerzas británicas lanzaron un total de 99 142 globos hacia territorios ocupados por los alemanes, con el fin de causar daños a infraestructuras y generar pánico en las tropas enemigas. Se usaron globos sencillos de vuelo libre, hechos de materiales baratos y rellenos de hidrógeno. La mitad llevaban hebras de alambre de acero, cuyo objetivo era dañar las líneas de alto voltaje, causando problemas en el suministro de electricidad al provocar cortocircuitos, mientras que la otra mitad tenía sujetados dispositivos incendiarios, con el fin de provocar incendios en los campos, bosques y zonas abiertas.

#### Japón: Operación Fu-Go

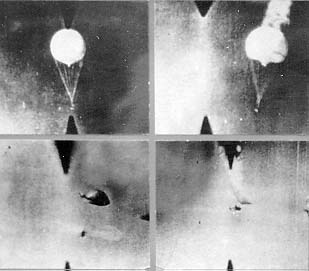
Bombas globo japonesas interceptadas cerca de la isla Aleutiana de Attu (Alaska, Estados Unidos) el 13 de abril de 1945; imágenes captadas desde la ametralladora del interceptor.

Más conspicuos, sin embargo, fueron los ataques realizados por Japón entre 1944 y 1945 contra territorios norteamericanos (Estados Unidos y Canadá), tratándose de los escasos ataques contra suelo norteamericano durante la guerra después de Peal Harbor. La operación, bautizada como Operación Fu-Go, es notable por ser la primera vez que se realizaron estudios atmosféricos para aprovechar las corrientes en chorro que empujarían los globos hacia su destino, volando a una gran altura. En total, se lanzaron unos 9000 globos Fu-Go, de los que algo menos de 300 llegaron a su destino, cubriendo una vasta área pero causando muy poco daño material y en vidas humanas.
Los globos eran de tamaño considerable —unos 10 metros de diámetro— y relativamente pesados, y se utilizaba el hidrógeno como gas de elevación. Algunos llevaban una bomba de 15 kilógramos y otros, algo más grandes, una bomba de 12 kilógramos junto con cuatro bombas de 5 kilos. Utilizaban las corrientes en chorro invernales del Pacífico en altitudes superiores a 9 kilómetros, a velocidad de 354 km/h, cruzando los 8000 kilómetros de distancia en tres días. Para controlar la altitud, se usaba sensores barométricos que soltaban pequeños sacos de arena cada vez que el globo bajaba de los 9 kilómetros, y expulsaban hidrógeno a través de válvulas incrustadas en el esférico cada vez que el globo superaba los 11,6 kilómetros de altura. Los sensores se activaban 52 minutos después del lanzamiento para permitir que los globos alcanzaran la altitud inicial requerida. Los últimos sacos de arenas incluían explosivos y material incendiario, soltados (por el mismo mecanismo) en teoría ya sobre territorio enemigo. El último saco tenía una cuerda atada a un explosivo que causaba la autodestrucción del globo, dejando caer su carga explosiva o incendiaria.
Los daños causados por los globos Fu-Go resultarían ser mínimos. Dado que fueron lanzados durante el invierno, para aprovechar las corrientes atmosféricas típicas de esta temporada del año, su capacidad para producir incendios a gran escala se veía limitada. El único incidente que causó pérdida de vidas tuvo lugar cuando una mujer residente de Oregón se acercó por curiosidad, junto a sus cinco hijos, a un globo aterrizado, que posteriormente se detonó, matando a los seis.

### Guerra Fría
Tras la Segunda Guerra Mundial, Estados Unidos desarrolló el E77, un modelo de globo que debía de emplearse como medio de agroterrorismo. Desarrollado a partir de los globos Fu-Go (aunque con sendas mejoras), su propósito fue diseminar un agente biológico sobre extensas áreas agrícolas, usando plumas como vector de transmisión para exterminar los cultivos del enemigo. Este método fue adoptado de la bomba M115 (conocida como bomba de plumas), diseñada en 1950 para servir de munición anticultivos. Las plumas impregnadas del agente biológico —principalmente roya negra destinada a destruir los campos de cereales— se lanzaban desde una góndola de unos 80 cm de largo y 60 cm de ancho. Sin embargo, a pesar de ser operativo, más allá de las pruebas realizadas, el E77 nunca llegó a ser utilizado sobre terreno enemigo pues nunca se dieron las condiciones para ello.
Entre 1954 y 1955, el Gobierno de Estados Unidos realizó pruebas con gruesos globos en altas altitudes para servir de portadores de armas de destrucción masiva. El proyecto, que recibió el nombre WS-124A Flying Cloud, no alcanzó la fase operativa, considerado inviable por los expertos estadounidenses por motivos de falta de precisión.

### 

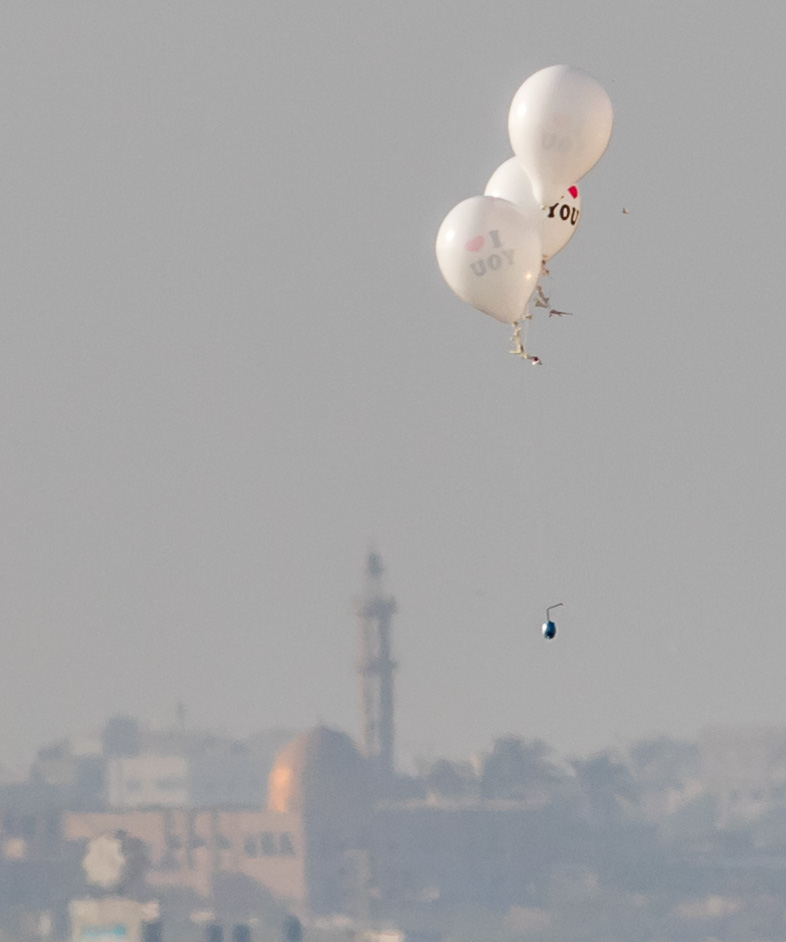
Globos rellenos de helio con material incendiario lanzados desde Bureij, en la Franja de Gaza, hacia Israel.

### sigloXXI

#### Conflicto israelí-palestino
En los enfrentamientos entre Israel y los palestinos en la frontera de Gaza en 2018, las organizaciones palestinas lanzaron cometas incendiarias como medio de agroterrorismo. A partir de mayo de ese año, se han empleado globos incendiarios junto a las cometas, reemplazándolas paulatinamente, para incrementar la efectividad de los ataques. A diferencia de los globos aerostáticos y los grandes globos incendiarios del siglo xx, los globos usados en este conflicto son pequeños y de producción casera, lanzados en la mayoría de casos por aficionados, aunque se emplean con el mismo objetivo. Se han usado globos de fiesta e incluso preservativos inflados atados en conjunto, siempre rellenos de helio, convirtiéndose en un método muy barato para llevar la carga incendiaria.
Los globos llevan sujeto un trapo en llamas, explosivos o algún tipo de artefacto incendiario sencillo. Los vientos típicos del Mediterráneo a ciertas horas del día los propulsan desde Gaza (territorio costero) en dirección este-noreste hacia Israel. Dado que no deben atravesar mares ni recorrer grandes distancias (tan solo cruzar la frontera entre la Franja e Israel), ni volar a grandes alturas, se trata de vuelos de corta duración, por lo que se puede llevar la carga ya incendiada. Los daños causados son principalmente a espacios naturales y granjas agrícolas (sobre todo de cultivos de secano), con la quema de miles de hectáreas desde que se emplearan estos métodos por primera vez.
Para combatir los impactos de los globos palestinos, Israel ha desarrollado un interceptor láser «ligero», Sable de Luz, dedicado especialmente a la intercepción y destrucción de este tipo de amenazas. Según informes de la prensa israelí, el sistema ha sido desplegado en la frontera con Gaza a partir de agosto de 2020.